# Operacja Lot
Operacja Lot – izraelska operacja wojskowa przeprowadzona podczas I wojny izraelsko-arabskiej w dniach 23-25 listopada 1948 przeciwko egipskiej armii w północno-wschodniej części pustyni Negew. Operacja zakończyła się sukcesem Izraelczyków.

## Tło wydarzeń
Na mocy Rezolucji Zgromadzenia Ogólnego ONZ nr 181 z dnia 29 listopada 1947, w Palestynie miały powstać dwa państwa: żydowskie i arabskie. W wyniku odrzucenia przez Arabów planu podziału Palestyny, w listopadzie 1947 wybuchła wojna domowa w Palestynie (1947–1948), której kontynuacją była rozpoczęta w maju 1948 I wojna izraelsko-arabska. W przeciwieństwie do wcześniejszej wojny domowej, była to typowa wojna o charakterze konwencjonalnym, w którym zaangażowało się szereg państw arabskich. Na froncie południowym, część pustyni Negew, pas wybrzeża i większą część Judei zajęły wojska egipskie. Po serii ciężkich walk, w październiku Izraelczycy przeszli do kontrofensywy i w trakcie Operacji Jo’aw (15-22 października) zajęli miasto Beer Szewa, przejmując inicjatywę na froncie południowym.
W wyniku Operacji Jo’aw wojska egipskie poniosły tak dotkliwe straty, że praktycznie zostały wyeliminowane z jakichkolwiek działań ofensywnych. Nie oznaczało to jednak końca walk na froncie południowym. Egipski korpus ekspedycyjny został podzielony na trzy odrębne zgrupowania, które zajmowały pozycje w następujących obszarach: (1) regionie nadmorskim, (2) regionie centralnym wokół wioski al-Faludża i (3) regionie wschodnim wokół Hebronu. Pomiędzy Irak Suwajdan a Irak al-Manszija utknęły w okrążeniu trzy bataliony piechoty (tzw. „worek al-Faludża”). Egipskie dowództwo obawiało się, że pozostałe jednostki mogą również znaleźć się w podobnej sytuacji co okrążona 4 Brygada, dlatego podjęło decyzję o wycofaniu na południe wszystkich wojsk zlokalizowanych na północ od wioski Bejt Hanun. W dniu 28 października egipscy żołnierze opuścili rejon wioski Isdud, a 6 listopada al-Majdal. Opuszczone tereny natychmiast zajęli Izraelczycy. Przy okazji zajęto rejon zniszczonego kibucu Jad Mordechaj. Dużą trudnością był pozostający z tyłu tzw. „worek al-Faludża”, gdzie znajdowała się otoczona 4 Brygada. Zakładano, że Egipcjanie zdołają wytrzymać w oblężeniu maksimum do dwóch tygodni. Nie podejmowano więc żadnych większych działań operacyjnych, koncentrując się jedynie na uszczelnieniu pierścienia okrążenia. Przedłużające się jednak oblężenie, wiązało na południu znaczne siły, które nie mogły być użyte na innych odcinkach walk. Poszukując rozwiązania izraelskie dowództwo podjęło decyzję o przeprowadzeniu w dniu 9 listopada Operacji Szmone. W jej wyniku zdobyto strategiczny fort Iraq Suwajdan, biorąc do niewoli 180 egipskich żołnierzy. W znacznym stopniu zmniejszono obszar „worka al-Faludża”, ograniczając go tylko do rejonu dwóch wiosek – al-Faludża i Irak al-Manszija. Znajdujące się tam siły egipskiej 4 Brygady nie miały praktycznie już szans na wyrwanie się z okrążenia.
Operacja wywołała jednak duże oburzenie Rady Bezpieczeństwa ONZ. Pojawiły się w niej głosy o możliwości uznania Izraela agresorem. Dla izraelskiego rządu szczególnie niebezpiecznym była rosnąca irytacja Wielkiej Brytanii, która mogła znieść embargo na dostawy broni na Bliski Wschód lub zdecydować się na interwencję zbrojną w regionie. Każde z takich posunięć byłoby korzystne dla państw arabskich, i utrudniłoby realizację dalszych planów izraelskich. Egipski ambasador przy ONZ, Mahmoud Fawzi, zaproponował wówczas wycofanie wojsk z Palestyny w zamian za ustalenie granicy na linii al-Majdal – Bajt Jibrin – Morze Martwe. Gdyby Izrael wyraził na to zgodę, oznaczałoby to dla niego rezygnację z całej pustyni Negew, w tym także obszarów zajętych w październiku podczas Operacji Jo’aw. W odpowiedzi Izraelczycy powiedzieli, że granica powinna przebiegać na linii granicy Palestyny sprzed wojny. Kolejnym egipskim warunkiem rozpoczęcia rozmów pokojowych było uwolnienie z okrążenia 4 Brygady. Izraelczycy wyrazili zgodę, pod warunkiem, że zdjęciu okrążenia będzie towarzyszyło rozpoczęcie rozmów. Stanowiska obu stron jednak usztywniały się, a liczba problemów narastała, uniemożliwiając osiągnięcie porozumienia. Dawid Ben Gurion widząc nieskuteczność działań dyplomatycznych, rozkazał Sztabowi Generalnemu przygotowanie operacji militarnej w celu zajęcia północno-wschodniego obszaru pustyni Negew, położonego pomiędzy Beer Szewą a Morzem Martwym. Działaniom tym sprzeciwiał się szef Południowego Dowództwa generał Jigal Allon, który twierdził, że spowoduje to nadmierne rozproszenie i tak niewielkich własnych sił. Jednak Ben Gurion przeforsował swoją koncepcję i przystąpiono do przegrupowania jednostek. Plan otrzymał kryptonim Operacji Lot. Nazwa nawiązywała do biblijnej postaci Lota, który jako jedyny ocalał z Sodomy.
Wszystkie te działania obserwowali Brytyjczycy, którzy zlecili 13 Eskadrze Royal Air Force, aby rozpoczęła prawie codzienne loty rekonesansowe nad Izraelem. Samoloty rozpoznawcze Havilland Mosquito PR.34 startowały z egipskiej bazy Kabrit, położonej w strefie Kanału Sueskiego i przelatywały na wysokości ok. 9100 m nad terytorium Palestyny, by wlecieć w przestrzeń powietrzną Transjordanii i wylądować w bazie lotniczej Habbanijji w Iraku. Trasę powrotną odbywano w ten sam sposób, fotografując różne izraelskie obiekty wojskowe. W dniu 20 listopada dwa izraelskie myśliwce P-51 Mustang przechwyciły na wysokości ok. 8500 m brytyjski samolot rozpoznawczy Mosquito w pobliżu nadmorskiego miasta Herclijja. Pilot jednego z myśliwców, Sid Cohen (ochotnik z RPA) błędnie zidentyfikował samolot jako bombowiec Halifax i zestrzelił go. Przyczyną pomyłki prawdopodobnie była niesprawna instalacja tlenowa, która spowodowała, że pilot miał trudności z wyraźnym widzeniem. Wszystkie okoliczności tego incydentu nigdy nie zostały wyjaśnione, nie zdołano również znaleźć odpowiedzi na pytanie, dlaczego brytyjski pilot leciał tak nisko. Sytuacja była więc niebywale delikatna i wymagała od izraelskich dowódców odpowiedniego postępowania.

## Układ sił

### Siły arabskie
W rejonie przygotowywanej operacji praktycznie nie było żadnych egipskich wojsk. Jedynymi siłami były niewielkie jednostki złożone z arabskich ochotników, które nie stanowiły większej wartości bojowej i nie mogły prowadzić równorzędnej walki z izraelskimi oddziałami.

### Siły żydowskie
Siły Obronne Izraela przygotowały do przeprowadzenia Operacji Lot 9 Batalion piechoty z Brygady Negew, dowodzony przez Haima Bar-Leva.

## Przebieg operacji
Operacja Lot rozpoczęła się rankiem 23 listopada 1948. 9 Batalion wyruszył z Beer Szewy na wschód, dzieląc się na dwie części. Jeden oddział skierował się na północny wschód, docierając następnego dnia do południowych krańców Morza Martwego. Tymczasem drugi oddział skierował się na południowy wschód, zajmując opuszczone posterunki policji w Kirov i Ein Hosov. Natarcie wstrzymały po zajęciu posterunków wojskowych na granicy z Transjordanią.

## Reakcje i następstwa
Izraelska operacja zakończyła się sukcesem. Oczyszczono z sił arabskich północno-wschodnią część pustyni Negew oraz przywrócono komunikację z Morzem Martwym.